# MTX Tatra V8
MTX Tatra V8 – samochód sportowy stworzony przez czechosłowacką firmę MTX oraz Tatra w latach 1991–1993. Dostępny był jako 2–drzwiowe coupé. Do napędu używano silników z Tatry 613 V8 o pojemności 3,9 l. Moc przenoszona była na oś tylną. Samochód wyposażono w 5–biegową manualną skrzynię biegów. Nadwozie było wykonane z tworzywa sztucznego. Wyprodukowano cztery egzemplarze.

## Dane techniczne

### Silnik
- V8 3,9 l (3919 cm³), 2 zawory na cylinder, DOHC[2]
- średnica × skok tłoka – (90,00 × 77,00) mm
- stopień sprężania – 10,8 : 1
- moc maksymalna – 305 KM (225 kW) przy 6700 obr./min
- maksymalny moment obrotowy – 365 N·m przy 5200 obr./min

### Osiągi
- przyspieszenie 0–100 km/h – 5,6 s
- prędkość maksymalna – 265 km/h

## Galeria

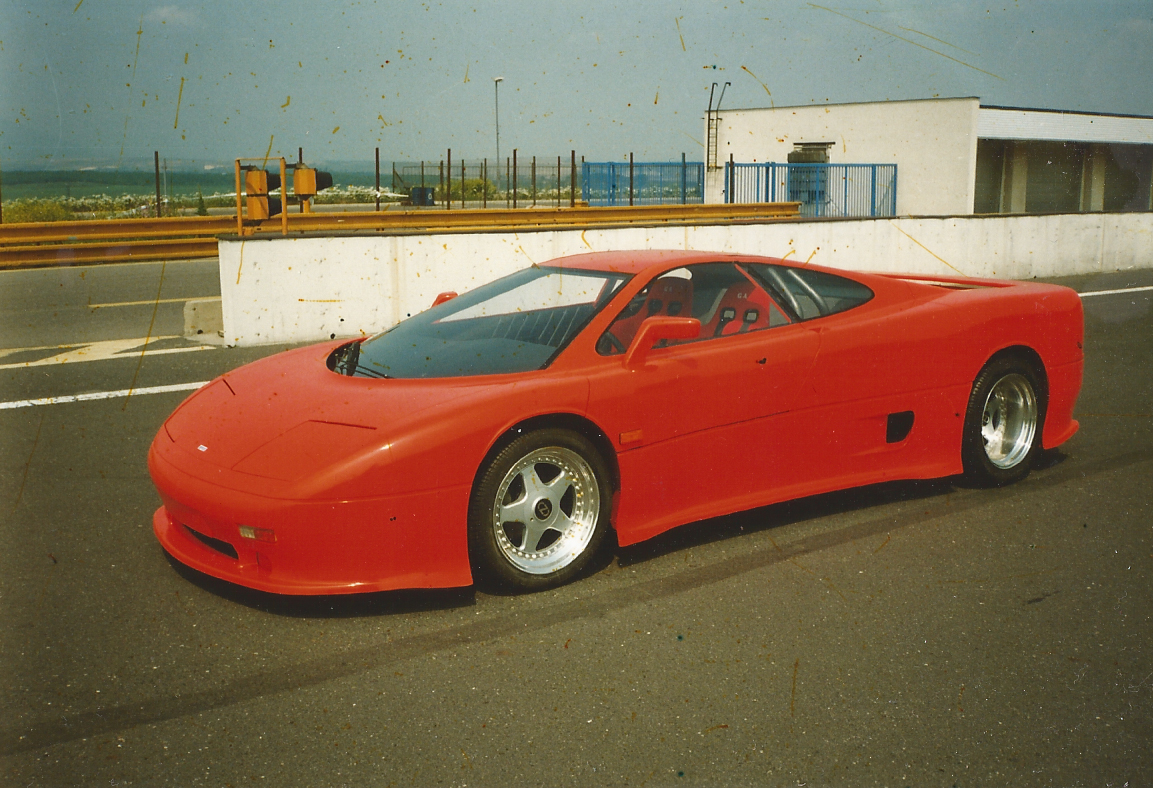
MTX Tatra V8
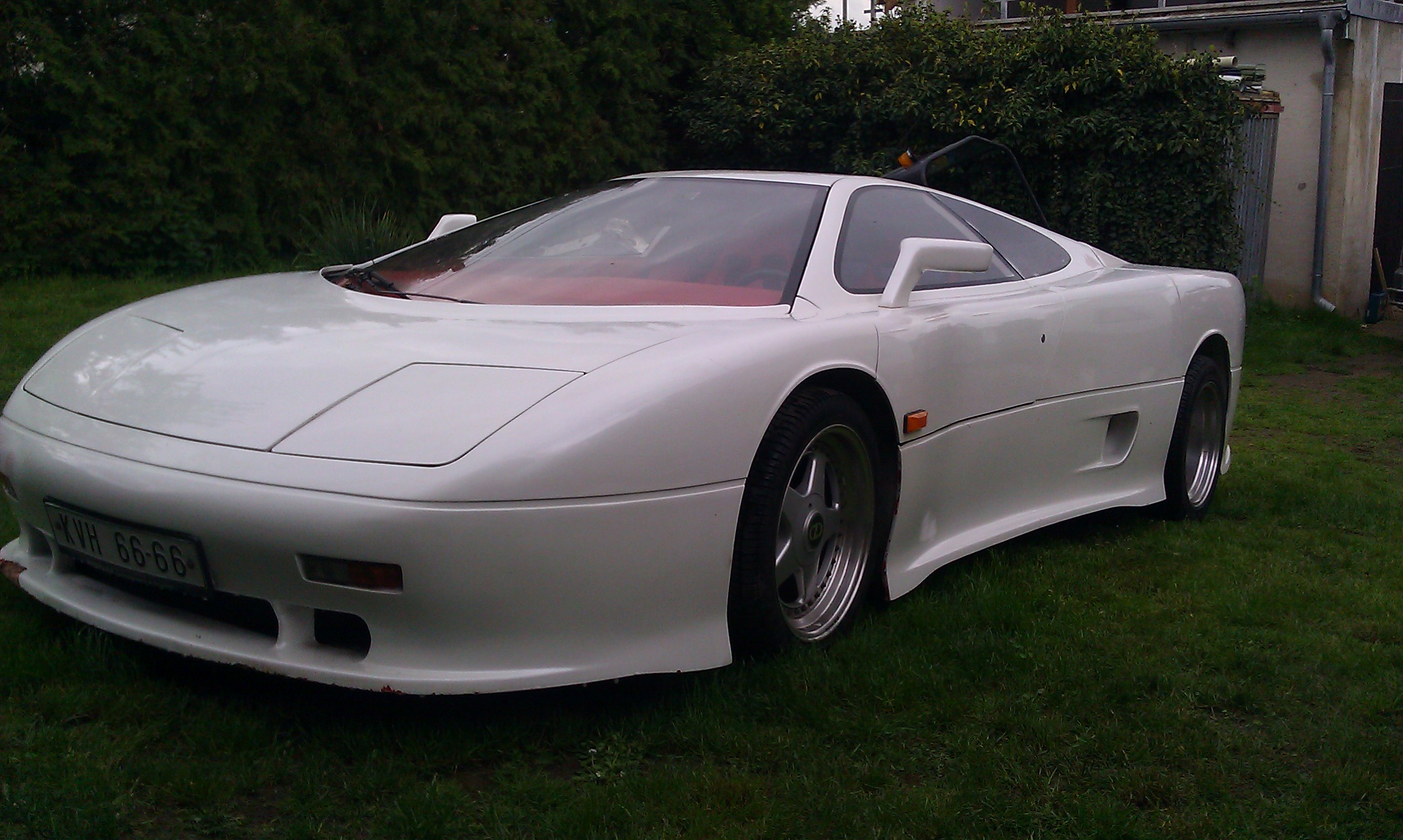
MTX Tatra V8
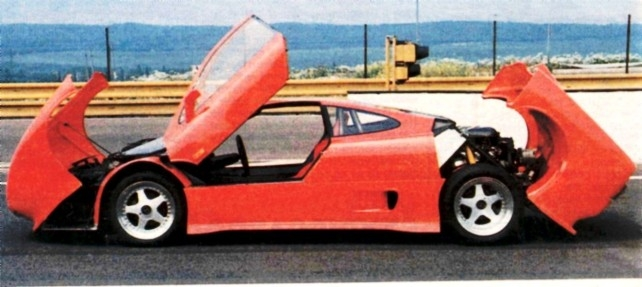
MTX Tatra V8
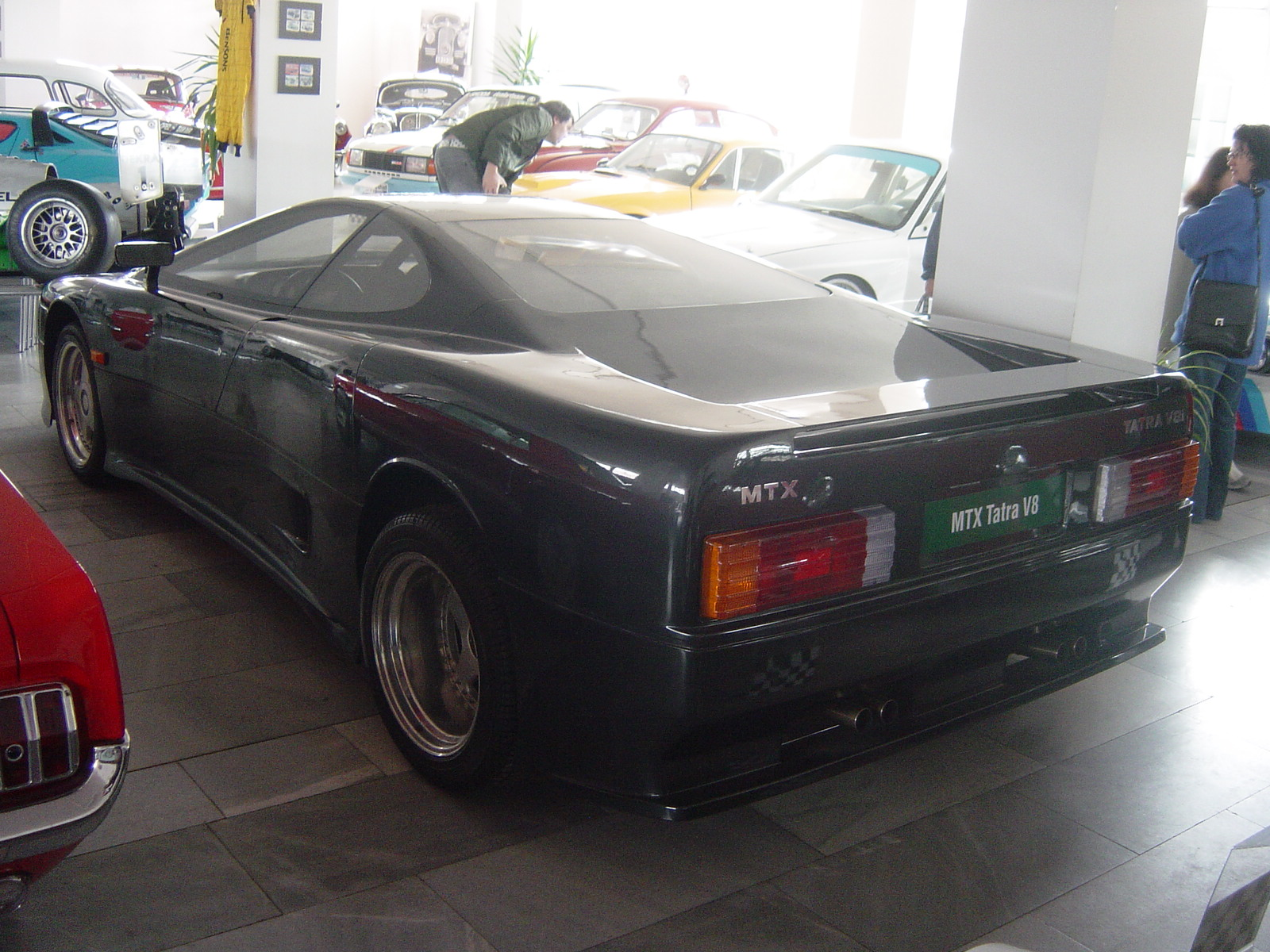
MTX Tatra V8 – tył pojazdu